# Simon Finn
Pour les articles homonymes, voir Finn (homonymie).
 (août 2009).
Simon Finn, né en 1951 dans le Surrey, est un musicien anglais de la mouvance psyché folk.
Finn naquit en 1951 dans le Surrey puis déménagea à Londres en 1967, où il joua en première partie d'Al Stewart au Marquee Club de Soho. En 1970 sortit son premier album intitulé Pass the Distance. Celui-ci obtint quelques années plus tard le statut d'album légendaire du fait de la difficulté de se le procurer. "Pass the Distance" fut remasterisé et redistribué en 2004 par Durtro/Jnana Records. Une version vinyle de l'album distribuée par Mayfair Music vit également le jour en 2008. En 2004, après trente-cinq ans d'absence, Finn fit son retour sur scène en compagnie du groupe Current 93 à Toronto. Depuis, il s'est produit dans de nombreux pays et villes. 
Son second album et premier enregistrement en 35 ans, Magic Moments, fut distribué en 2004 par Durtro/Jnana.
Finn habita longtemps à Montréal avant de rejoindre le Royaume-Uni en 2008. À ce jour, il a quitté Current 93 et se produit seul. Son troisième album, Accidental Life, est sorti en juillet 2007 sur son propre label Ten-To-One à l'instar de son dernier "Rats Laugh Mice Sing" qu'il produit pour la première fois tout seul. 
Simon Finn a joué sur scène avec, entre autres, Current 93, Graham Coxon, Thurston Moore, Antony and the Johnsons…